# Милић Радовановић
Милић Радовановић (Честобродица, 26. мај 1860 — Београд, 28. децембар 1936) био је српски економиста и политичар.

## Биографија
Завршио је студије економије у Паризу. Предавао је народну економију на Правном факултету у Београду 1892-1924. године.
Био је народни посланик, министар финансија Србије 1902. и 1903. године и председник Задружног савеза. Био је члан колегијума од осам професора који су, приликом стварања Универзитета у Београду 1905. године, бирали све остале професоре.
Објавио је радове о историји економских доктрина, занатима и занатским школама, житарским банкама, државним дуговима Србије итд. Писао је под утицајем немачке историјске школе и залагао се за заштитну спољнотрговинску политику.

## Одабрана дела
- „Стара и нова школа у економској науци“ (1893)
- „Занатске школе“ (1895)
- „О пропадању наших заната“ (1897)
- „Житарске банке“ (1898)
- „О обезбеђењу стоке“ (1900)
- „О раздруживању живота и имања код наших породичних задруга“ (1900)
- „О задружном облику, познатом под именом заједничке набавке намирница и установама за то“ (1905)